# 스타마티스 니콜로풀로스
스타마티스 니콜로풀로스(그리스어: Σταμάτης Νικολόπουλος)는 그리스의 사이클 선수이다. 그는 아테네에서 열린 1896년 하계 올림픽에 참가했다.
니콜로풀로스는 333m와 2km 경기에 출전해서 두 종목 모두 폴 마송에 이어서 2위를 기록했다. 2km경기에서는 5분 0초 2를 기록했다. 333m 경기에서는 결선에서 아돌프 슈말과 함께 똑같이 26.0초를 기록, 이 둘만 순위결정전을 다시 치렀으며 이 경기에서는 슈말을 제치고 2위를 차지했다. 이 때의 기록은 25.4초였다.